# Cape Coast Ebusua Dwarfs FC
El Cape Coast Ebusua Dwarfs Football Club, antigament conegut com a Mysterious Dwarfs, és un club de futbol de la ciutat de Cape Coast, Ghana.

## Palmarès
- Lliga ghanesa de futbol: [2]
  - 1965-66

- Copa ghanesa de futbol: [3]
  - 1968